# Château Mont-Pérat

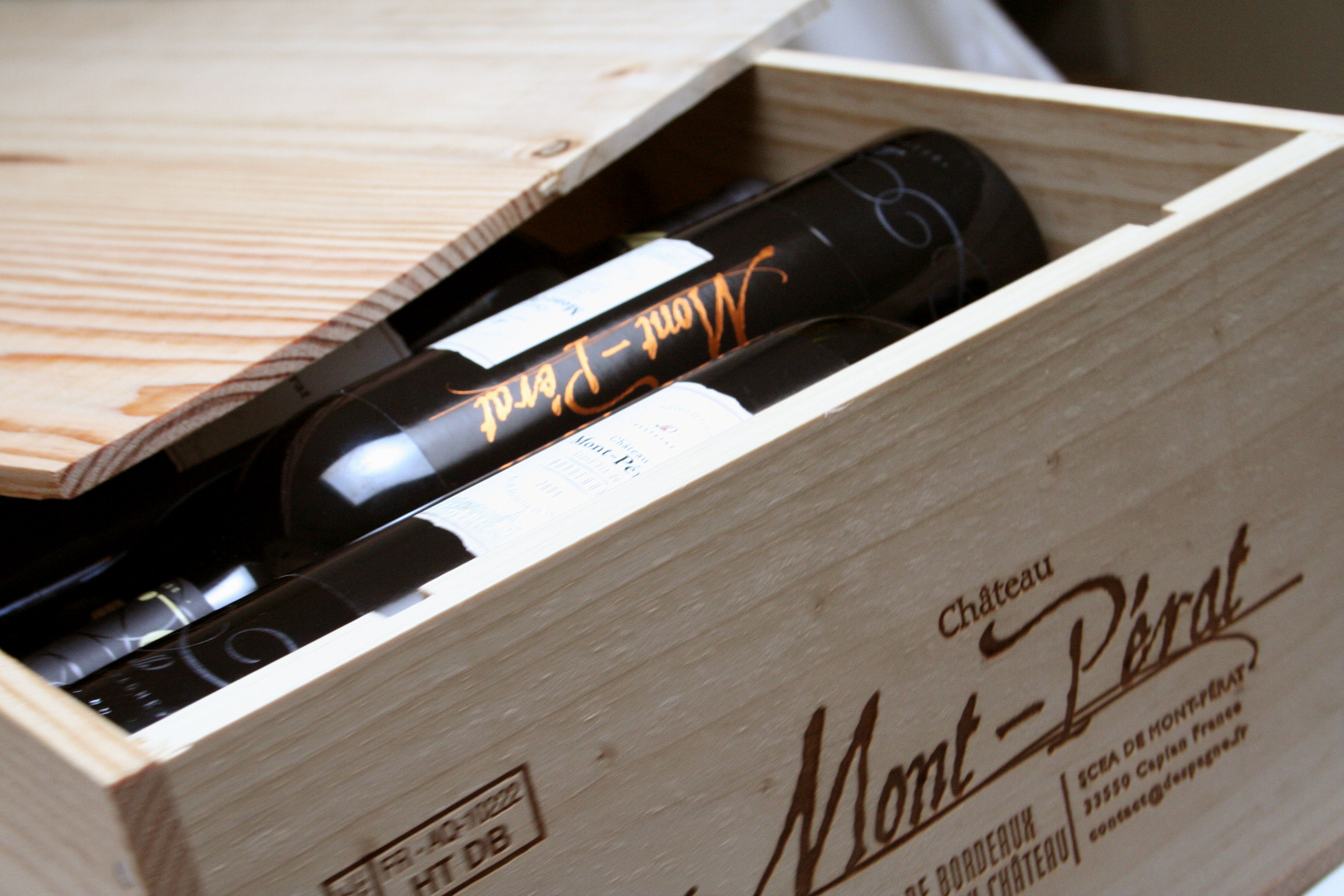
Une caisse du Château Mont-Pérat

Anciennement appelé Domaine du Peyrat et cité dans la deuxième édition du Féret, le Château Mont-Pérat est un important domaine de l'appellation Premières-côtes-de-bordeaux. Il se situe sur la commune de Capian sur l'un des points les plus hauts à 109 m d'altitude. Entièrement destiné à la production viticole, le domaine comprend 102 hectares de vigne (Merlot, Cabernet Sauvignon, Cabernet Franc, Sauvignon, Sémillon, Muscadelle).
Le vignoble appartient depuis 1998 aux Vignobles Despagne, de la famille Despagne originaire de Naujan-et-Postiac. 
Dans le manga Les Gouttes de dieu, le millésime 2001 est comparé à un concert de Queen. Depuis, le domaine a vu sa notoriété croître de façon significative au Japon, dans toute l'Asie et maintenant en Europe.